# Darmzentrum
Unter einem Darmzentrum versteht man ein Netzwerk von Spezialisten unterschiedlicher medizinischer und pflegerischer Fachrichtung aus dem ambulanten und stationären Bereich, in dem Patienten mit Darmkrebs ganzheitlich und in allen Phasen ihrer Erkrankung behandelt werden. Von der Vorsorge über die Diagnosestellung und Behandlung bis hin zur Nachsorge besteht eine enge Zusammenarbeit zwischen den verschiedenen Fachdisziplinen und Berufsgruppen, die einzelnen Untersuchungs- und Behandlungsschritte werden aufeinander und die Bedürfnisse des Patienten abgestimmt. Grundlage der Behandlung und damit auch der Zertifizierung sind die aktuellen S3-Leitlinien „Kolorektales Karzinom“ für die Darmkrebserkrankung der wissenschaftlichen Fachgesellschaften.

## Beteiligte Fach- und Berufsgruppen
In der Regel obliegt die Leitung eines Darmzentrums den Fachabteilungen Viszeralchirurgie und/oder Gastroenterologie. Darüber hinaus zählen zu den sog. Hauptkooperationspartnern die Fachrichtungen Onkologie, Strahlentherapie, Radiologie und Pathologie.
Neben diesen Fachdisziplinen liegt ein besonderes Augenmerk auf Schmerz- und Physiotherapie, spezialisierter onkologischer Pflege und der so genannten Supportiven Therapie. Hierzu gehören u. a. Seelsorge, Psychoonkologie, Sozialdienst, Ernährungsberatung und Selbsthilfegruppen, mit deren Hilfe eine bestmögliche Unterstützung von Patienten und Angehörigen während des gesamten Behandlungsprozesses ermöglicht wird.
Sanitätshäuser, ambulante Pflegedienste, Rehakliniken und Hospize ergänzen das Angebot und dienen einer reibungslosen Überleitung aus dem stationären in den ambulanten Bereich.

## Zertifikate
In Deutschland hat nur eine gewisse Anzahl von Darmzentren ein Zertifikat von der Deutschen Krebsgesellschaft erhalten. Diese nennen sich seit 2010 Darmkrebszentren, um deutlich zu machen, dass sich die Zertifizierung ausschließlich und speziell auf die Darmkrebserkrankung bezieht. Die Deutsche Krebsgesellschaft (DKG) möchte mit der Vergabe des Qualitätssiegels „Zertifiziertes Darmkrebszentrum“ dafür sorgen, dass Patienten sicher sein können, in dem zertifizierten Zentrum nach dem aktuellen Stand der Wissenschaft von einem Netzwerk von Spezialisten behandelt zu werden. Mit dem Zertifizierungsverfahren will die Deutsche Krebsgesellschaft, die Versorgungssituation für Patienten, die an Darmkrebs erkrankt sind, deutlich verbessern, indem sie spezifische fachliche Anforderungen festlegt und diese im Rahmen der Zertifizierungsverfahren überprüft. Der Begriff „Darmzentrum“ hingegen ist nicht geschützt – er kann von jeder Klinik verwendet werden. Auch das Zertifizierungsverfahren zum Darmzentrum der Deutschen Gesellschaft für Allgemein- und Viszeralchirurgie (DGAV) bezieht sich mehr auf Erkrankungen des Enddarms als auf die Darmkrebserkrankung.
Die DKG-zertifizierten Darmkrebszentren sind in einem Dachverband, der Arbeitsgemeinschaft deutscher Darmkrebszentren (ADDZ), zusammengeschlossen.

## Zertifizierte Darmzentren in Deutschland
Im Jahr 2019 bestehen in Deutschland 277 nach DKG zertifizierte Darmzentren.
| Bundesland             | Anzahl Darmzentren |
| ---------------------- | ------------------ |
| Baden-Württemberg      | 39                 |
| Bayern                 | 44                 |
| Berlin                 | 12                 |
| Brandenburg            | 4                  |
| Bremen                 | 4                  |
| Hamburg                | 3                  |
| Hessen                 | 19                 |
| Mecklenburg-Vorpommern | 5                  |
| Niedersachsen          | 24                 |
| Nordrhein-Westfalen    | 68                 |
| Rheinland-Pfalz        | 12                 |
| Saarland               | 2                  |
| Sachsen                | 12                 |
| Sachsen-Anhalt         | 8                  |
| Schleswig-Holstein     | 10                 |
| Thüringen              | 11                 |

## Zertifizierung
OnkoZert ist ein unabhängiges Institut, welches das Zertifizierungsverfahren im Auftrag der Deutschen Krebsgesellschaft betreut. Die Organkrebszentren nehmen sich auf freiwilliger Basis zuvor festgelegte Qualitätsstandards zum Ziel, um die Versorgung von Krebspatienten immer weiter zu verbessern. Die Prüfung erfolgt durch Fachexperten, deren Qualifikation geprüft wird. Aus den Fachexperten wird eine Zertifizierungskommission gewählt, die in letzten Instanz über die Zertifizierung entscheidet. Werden die fachlichen Anforderungen erfüllt und das Zertifizierungsverfahren erfolgreich abgeschlossen, erhält das Organkrebszentrum die Anerkennung durch die Deutsche Krebsgesellschaft und verschiedene medizinische Fachgesellschaften. Für ausgewählte Organe (Brust, Darm, Prostata, …) werden von den medizinischen Fachgesellschaften jeweils spezifische fachliche Anforderungen festgelegt.

## Voraussetzungen für eine Zertifizierung
Gesundheitseinrichtungen, die sich intensiv bösartigen Erkrankungen des Dick- und Enddarmes widmen, können ihre fachliche Spezialisierung durch OnkoZert überprüfen lassen. Um die Anerkennung als „Zertifiziertes Darmzentrum“ von der Deutschen Krebsgesellschaft zu erhalten, müssen die Organisationen ein anerkanntes Qualitätsmanagementsystem (z. B. ISO 9001, KTQ®) vorweisen und die Fachlichen Anforderungen (FAD) für Darmkrebszentren erfüllen. In dem Erhebungsbogen „Darmkrebszentren“ sind die jeweils gültigen Kriterien genannt. Der Text des Erhebungsbogens wird von den Vorsitzenden der Zertifizierungskommission (z. Z. T Seufferlein, S Post) festgelegt. Gültig ist die Version I1 vom 17. Oktober 2018. Der Erhebungsbogen ist folgendermaßen gegliedert:
1. Allgemeine Angaben zum Darmkrebszentrum: Diese Angaben sind bei allen Organzentren sehr ähnlich.
  1. Struktur des Netzwerks: Kooperationspartner, Kooperationsvereinbarungen
  2. Interdisziplinäre Zusammenarbeit: Tumorkonferenz, Morbiditäts-/Mortalitätskonferenz, Qualitätszirkel
  3. Kooperation Einweiser und Nachsorge
  4. Psychoonkologie
  5. Sozialarbeit und Rehabilitation
  6. Patientenbeteiligung: Selbsthilfegruppen
  7. Studienmanagement: Beteiligung an Studien wird hinterfragt!
  8. Pflege: Pflegevisiten, onkologische Ausbildung für die Chemotherapie, Stomatherapeuten
  9. Allgemeine Versorgungsbereiche: Seelsorge, Ernährungsberatung, Nutritional Risk Screening, Apotheke,
2. Organspezifische Diagnostik
  1. Sprechstunde: Wartezeiten, Expertise für spezielle Methoden
  2. Diagnostik: 2 Fachärzte für Innere Medizin und Gastroenterologie mit je 200 Koloskopien jährlich und 25 Polypektomien mit Schlinge
3. Radiologie: MRT präoperativ
4. Nuklearmedizin
5. Operative Onkologie
  1. Organübergreifende operative Therapie
  2. Organspezifische operative Therapie: 30 Kolonkarzinom-Operationen und 20 Rektumkarzinom-Operationen, 2 Fachärzte mit Zusatzweiterbildung "Spezielle Viszeralchirurgie"
6. Medikamentöse / Internistische Onkologie
  1. ämatologie und Onkologie
  2. Organspezifische medikamentöse onkologische Therapie: Patienten mit Chemotherapien jährlich oder mindestens 50 Patienten mit Kolon- oder Rektumkarzinom
7. Radioonkologie: Gemeinsamer Erhebungsbogen für alle Organzentren.[4]
8. Pathologie: Gemeinsamer Erhebungsbogen für alle Organzentren.[5]
9. Palliativversorgung und Hospizarbeit
10. Tumordokumentation Ergebnisqualität

Zusätzlich zum Erhebungsbogen müssen eingereicht werden:
- Kennzahlenbogen
- Matrix Ergebnisqualität

Anmerkung: Die angegebenen Zahlen stellen Mindestmengen dar.